# 카보베르데 항공
카보베르데 항공(영어: Cabo Verde Airlines)은 카보베르데의 국영 항공사로 총 25개 노선을 취항하고 있다. 본사는 카보베르데 프라이아 위치해 있으며 1958년에 설립했다. 또한 사용하고 있는 허브 공항으로 아밀 카브랄 국제공항, 프라이아 국제공항이 있다.

## 운항 노선
- 2012년 4월 현재 카보베르데 항공은 다음과 같은 노선을 운항하고 있다.

### 코드쉐어 협정
- 카보베르데 항공은 다음과 같은 항공사와 코드쉐어 협정을 체결하고 있다.

| - 카보베르데 익스프레스 - TAAG 앙골라 항공 - TAP 포르투갈 (스타 얼라이언스) |

## 보유 기종
- 2012년 4월 기준으로 TACV 카보베르데 항공은 다음과 같은 기종을 보유하고 있으며 평균 기령은 9.8년이다.[3][4]

## 사건 및 사고
- TACV 카보베르데 항공 5002편[5]